# Bernard Vukas
Bernard Vukas (Zagreb, 1 de maig del 1927 – Zagreb, 4 d'abril, 1983) fou un futbolista croat.

## Trajectòria
El seu principal equip fou l'Hajduk Split on jugà un total de deu temporades entre 1947 i 1957 (615 partits i 300 gols). Posteriorment jugà 5 anys a Bolonya i quatre més a diversos clubs austríacs. Amb la selecció iugoslava disputà 59 partits entre 1948 i 1957, en els quals marcà 22 gols. Guanyà dues medalles d'argent als Jocs Olìmpics de 1948 i 1952 i prengué part als Mundials del Brasil 1950 i Suïssa 1954.

## Palmarès
- Lliga iugoslava de futbol (3): 1950, 1952, 1955
- Medalla d'argent als Jocs Olímpics (2): 1948, 1952
- Màxim golejador iugoslau la temporada 1954/55 amb 20 gols
- Escollit millor jugador croat de tots els temps l'any 2000